# Торонто Аргонавтс
«Торо́нто Аргонавтс» (англ. Toronto Argonauts), заснована у 1873, професійна команда з Канадського футболу розташована в місті Торонто в провінції Онтаріо. Команда є членом Східного Дивізіону, Канадської Футбольної ліги.
Домашнім полем для «Аргонавтс» є Роджерс Центр.

## Статистика
Чемпіонат — Східний Дивізон 15 — 1936, 1937, 1945, 1960, 1971, 1982, 1983, 1984, 1986, 1988, 1991, 1996, 1997, 2005 і 2007 роках.
 Перемоги Кубок Ґрея:: 15 — 1914, 1921, 1933, 1937, 1938, 1945, 1946, 1947, 1950, 1952, 1983, 1991, 1996, 1997, і 2004 роках.